# Les Olympiades
Les Olympiades je čtvrť v Paříži vybudovaná v letech 1969–1977 v rámci projektu Italie 13 ve 13. obvodu. Toto „město ve městě“ navrhl hlavní architekt Michel Holley za spolupráce s Andrém Martinatem. Sídliště tvoří šest obytných výškových domů se soukromými byty (Sapporo, Mexico, Athènes, Helsinki, Cortina a Tokyo), dva výškové domy s nájemnými byty (Londres a Anvers), tři obytné domy s byty s regulovaným nájemným (Rome, Grenoble a Squaw Valley), dále obchody (galerie Mercure a obchodní centrum Oslo) a kanceláří (Olympie, Oslo). Nachází se zde také veřejná zařízení jako stadion, mateřská škola a obecní jesle.

## Poloha
Oblast vymezují ulice rue Baudricourt a rue de Tolbiac na severu, rue Nationale na východě, rue Regnault na jihu a avenue d'Ivry na západě. Uprostřed se nachází deska Olympiades (dalle des Olympiades), autonomní stavba o několika úrovních, ve které jsou inženýrské sítě a parkoviště. Je přístupná několika pěšími přístupy: na severozápadě na rohu rue Baudricourt a rue de Tolbiac, na severu na rue de Tolbiac naproti univerzitnímu centru, další na rue Nationale, z rue Regnault a z avenue d'Ivry. Příjezd pro vozidla je přes dvě podzemní ulice, Rue du Disque a Rue du Javelot.

## Doprava
Veřejnou dopravu zajišťuje stanice metra linky 14 Olympiades, tramvajová zastávka Porte d'Ivry a řada autobusových linek.

## Vývoj
V 50. letech provedl architekt Raymond Lopez průzkum oblastí, které v hlavním městě připadaly na renovaci. Jeho zpráva se v roce 1958 stala podkladem na projekt městské obnovy. Podílel se také na vyhlášení hlavního územního plánu Paříže.
Michel Holley, dlouholetý spolupracovník Raymonda Lopeze, s nímž pracoval ve čtvrti Front-de-Seine v 15. obvodu, vytvořil ateliér Soteru pro městskou renovaci a stal se jejím hlavním architektem spolu s hlavním urbanistou Albertem Ascherem.
Poté spolupracoval s SNCF, vlastníkem pozemku nákladního nádraží Gobelins, spojeného s tratí Petite Ceinture. Výměnou za výstavbu nového nádraží převedla SNCF práva na výstavbu nad zemí a na periferii na město Paříž a Société de nationale de construction. Tato společnost pro stavební práce, kterou koupila banka Rothschild, poté prodala všechna stavební práva společnosti SAGO (Société d'Aménagement de l'île Gobelins Nord).
Stavební povolení pro Les Olympiades (původně pod názvem Ilot Gobelins Nord) bylo podáno v červenci 1967, definitivně bylo schváleno v červenci 1969, což vedlo k vydání stavebního povolení. První zemní práce začaly v roce 1970 a dokončení prvních tří věží (Sapporo, Mexico City, Atény) proběhlo v roce 1972. Věže Helsinky, Cortina a Tokyo byly dokončeny v roce 1976.
V březnu 1975 po smrti Georgese Pompidoua a nástupu Valéryho Giscarda d'Estainga byl urbanistický plán Italie 13 zpochybněn a způsobil zrušení stavebního povolení pro věž Apogée. Ministr výstavby a bydlení Olivier Guichard vydal již 21. března 1973 oběžník který oznamoval konec výstavby velkých sídlišť ve Francii. Následně zákon z roku 1977 znamenal odstoupení státu od výstavby sociálního bydlení s přechodem od podpory obytných celků k podpoře jednotlivců, čímž se ukončila výstavba čtvrti Olympiades.

### Olympijská metafora
Všechny budovy nesou jméno bývalých hostitelských měst zimních nebo letních olympijských her, což byl nápad při propagaci zimních olympijských her 1968 v Grenoble.
Ve stejném duchu nesou podzemní ulice názvy atletických disciplín, jako je rue du Disque (Disková ulice) a rue du Javelot (Oštěpová ulice).
Ve čtvrti byl postaven víceúčelový sportovní areál, dnes zde sídlí víceúčelová obecní tělocvična.
Původní plán počítal se dvěma kondominiovými věžemi, které nikdy nebyly realizovány: Melbourne a Los Angeles, které se měly nacházet podél rue Nationale.

## Architektura
Obytný komplex je výsledkem výzkumu Michela Holleyho s Raymondem Lopezem zaměřeného na provádění rozsáhlých městských renovací, založených na teorii tzv. urbanigramu, která spojením objemy, výšky a plochy vytváří jednotnou šablonu.

### Čtvrť ve filmu
- Následovník, režie Philippe Labro, v hlavní roli Jean-Paul Belmondo, který sem přichází za novinářem
- Večírek, režie Claude Pinoteau, Vic (Sophie Marceau) a její přátelé se zde setkají u McDonald's
- Viens chez moi, j'habite chez une copine, režie Patrice Leconte, Françoise, přítelkyně Daniela (Bernard Giraudeau) pracuje u McDonald's
- Mon curé chez les Thaïlandaises, režie Robert Thomas, natáčely se zde scény odehrávající se v Thajsku.
- Charlots Connection, režie Jean Couturier, Les Charlots přicházejí do zdejší asijské restaurace.
- Augustin, roi du kung-fu, režie Anne Fontaine
- Du jour au lendemain, režie Philippe Le Guay, hlavní hrdina (Benoît Poelvoorde) zde bydlí.
- Paris, je t'aime, 6. příběh Porte de Choisy, režie Christopher Doyle
- Le Tueur, režie Cédric Anger
- Stella, režie Sylvie Verheyde
- Monsieur Papa, režie Kad Merad
- Holy Motors, režie Leos Carax
- Tirez la langue, mademoiselle, režie Axelle Ropert
- Gangsterdam, režie Romain Lévy, některé scény se točily ve věži Mexico.
- Paříž, 13. obvod, režie Jacques Audiard
- Strážní andělé, režie Jean-Marie Poiré